# 가평5일장
가평5일장은 가평군의 부정기 재래시장이다. 보납산앞 개천변에 상인들이 모이기 시작하면서 1923년 7월28일 개장하였다. 경기 북부지역에서 가장 오래된 연륜을 자랑하며, 매월 5일과 10일이 장날로, 15일/20일/25일/30일에 장이 열린다. 6.25 전쟁 이후 현 터미널 인근과 구 역사 앞 등 여러번의 장소를 옮겨다니며 시장이 열리다가 1980년대 중반 가평읍 장터2길 10 주변으로 자리를 잡게 되었다. 인근 상설 재래시장으로는 가평 잣마을 전통시장이 있다.
적게는 반평에서 많게는 10평 정도씩 차지하고 있는 상인들은 지역 특산의 농․임산물 시장의 명맥을 꾸준히 이어가고 있다. 대형 마트와 할인매장이 들어서면서 큰 어려움을 겪었으나, 가평5일장은 자연산 산채와 버섯, 한약재 등을 판매하는 전통시장으로 자리잡았다. 지역 특산물 외에도 의류, 잡화, 과자, 꽃나무, 가죽제품, 액세서리 등 다양한 상품들을 찾아볼 수 있으며, 순대나 잣막걸리, 가평의 특산 올챙이국수 등이 간식으로 판매된다. 철근 콘크리트 구조의 상설 점포 8곳과 햇볕이나 비를 피할 수 있는 장옥 84곳, 그리고 대형 주차장이나 화장실 등 고객 편의시설도 갖추고 있다.